# Riversong Guitars

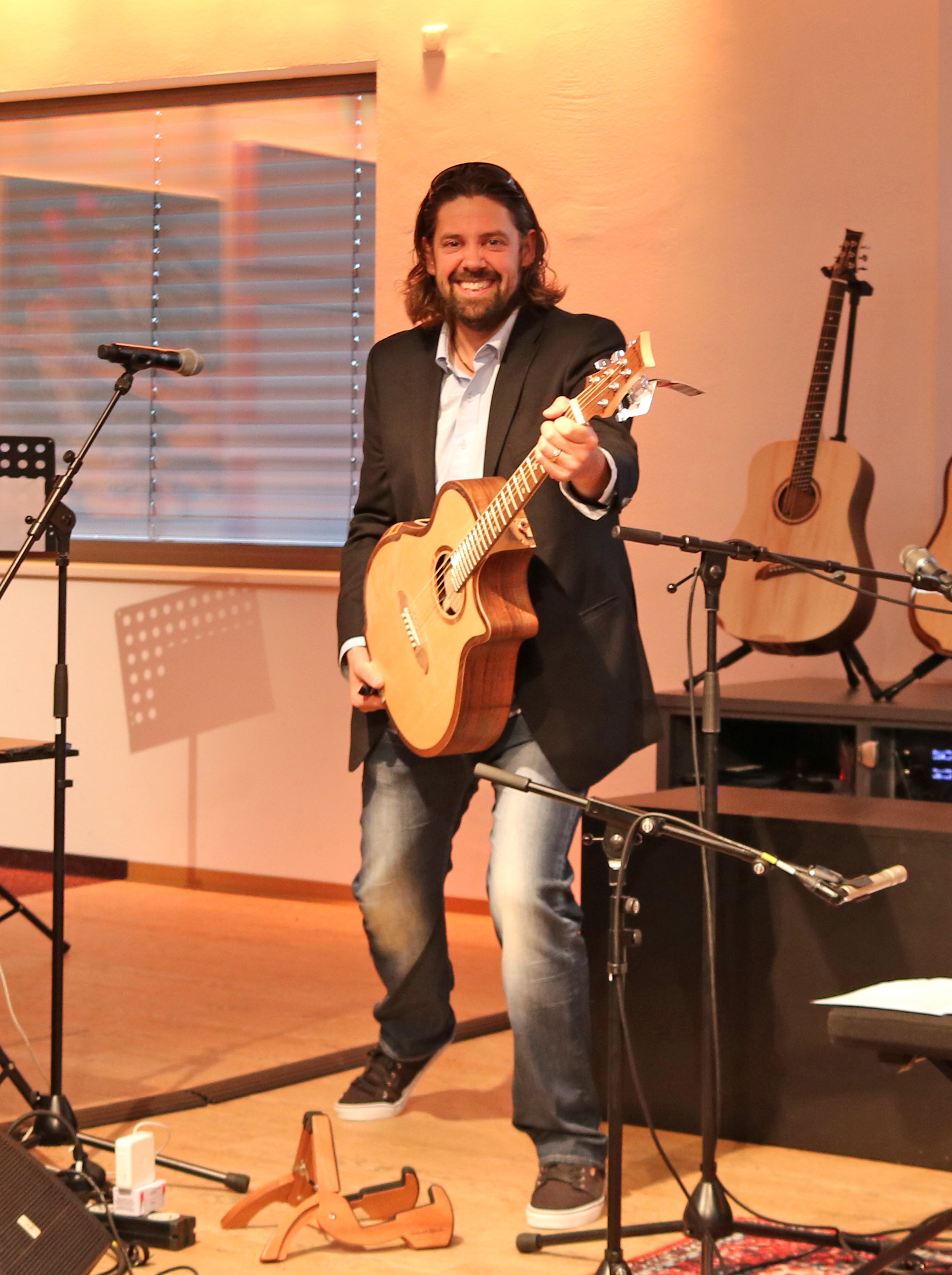
Mike Miltimore, Gründer und Eigentümer von Riversong Guitars, bei einer Produktpräsentation

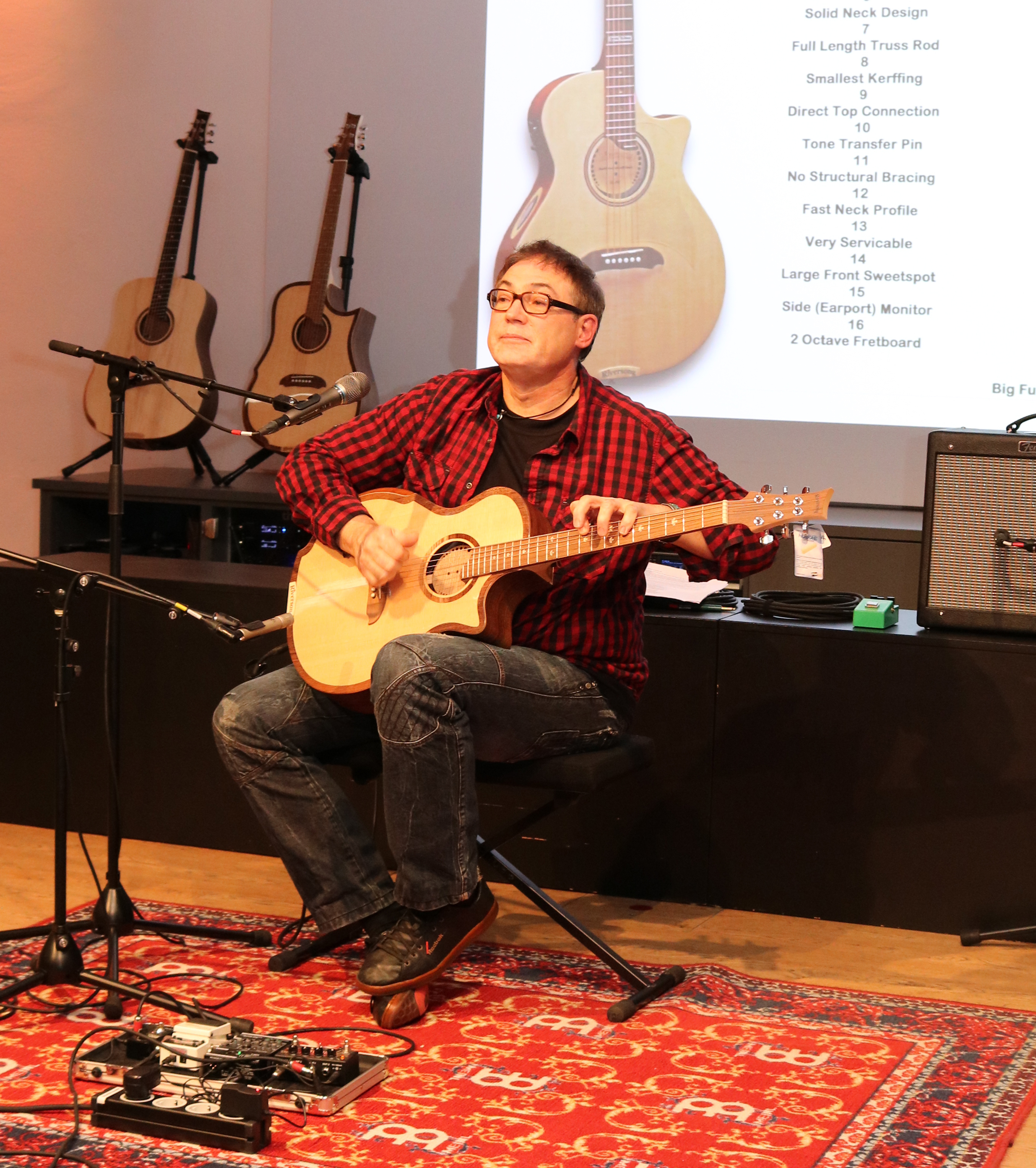
Don Alder mit einer Riversong Tradition 2

Riversong Guitars ist ein kanadischer Hersteller von akustischen Gitarren. Das Unternehmen wurde 2011 von Mike Miltimore gegründet und hat seinen Sitz in Kamloops, British Columbia. Riversong Guitars gehört zu den Gitarrenherstellern im Premiumsegment.

## Unternehmensgeschichte
Im Jahre 1974 eröffnete Lee Miltimore in Kamloops (British Columbia) das Gitarrengeschäft Lee´s Music, 1986 stieg sein Sohn Mike in das Geschäft ein. In den 1990er Jahren begannen sie mit der Herstellung von Custom-Guitars, also von maßgefertigten Gitarren auf Bestellung. Im Jahre 2006 stieg der Gitarrenbauer Mike Trelenberg ein. In der Folgezeit entwickelte Mike Miltimore Gitarren mit zwei Innovationen: um die Zugkräfte aus der Konstruktion des Korpus herauszuhalten, wurde die bei Akustikgitarren unübliche Bauweise mit durchgehendem Hals gewählt. Damit soll die Deckenverbalkung reduziert werden, wodurch der Korpus nach Darstellung von Miltimore besser schwingen kann. Außerdem lässt sich bei Riversong-Gitarren ohne großen Aufwand der Winkel des Halses zum Körper und damit die Saitenlage über dem Hals variieren, so dass sie der jeweiligen Spielweise angepasst werden kann. Die Hölzer der Gitarren stammen ausschließlich aus kanadischen Beständen. Die Gitarren haben in der Regel in der Zarge zum Spieler hin ein zusätzliches Schallloch. Seit 2014 erhielt Riversong Guitars zahlreiche Auszeichnungen für seine Neuentwicklungen.

## Modelle
- Traditional Series: 6-saitige und 12-saitige Gitarren sowie ein Ukulelen-Modell mit unterschiedlichen Holzkombinationen, abgesehen von den oben beschriebenen Merkmalen in traditioneller Bauform.[5]
- Soulstice Series: Walnuss-Hals und schwarze Lackierung sind besondere Merkmale dieses Typs.[6]
- Graduated Scale Series: Die Gitarren und eine Bass-Gitarre werden so gebaut, dass die Bass-Saiten länger sind als die Saiten der höheren Tonlagen.[7]

## Weblink
- Offizielle Website von Riversong Guitars